# Шварценово
Шварценово (пол. Szwarcenowo, нім. Scharzenau) — село в Польщі, у гміні Біскупець Новомейського повіту Вармінсько-Мазурського воєводства.
Населення — 654 особи (2011).
У 1975-1998 роках село належало до Торунського воєводства.

## Демографія
Демографічна структура станом на 31 березня 2011 року:
|          | Загалом | Допрацездатний вік | Працездатний вік | Постпрацездатний вік |
| -------- | ------- | ------------------ | ---------------- | -------------------- |
| Чоловіки | 322     | 89                 | 205              | 28                   |
| Жінки    | 332     | 96                 | 177              | 59                   |
| Разом    | 654     | 185                | 382              | 87                   |